# Конде-сюр-Иф
Конде́-сюр-Иф (фр. Condé-sur-Ifs) — коммуна во Франции, находится в регионе Нижняя Нормандия. Департамент коммуны — Кальвадос. Входит в состав кантона Бретвиль-сюр-Лез. Округ коммуны — Кан.
Код INSEE коммуны — 14173.

## Население
Население коммуны на 2010 год составляло 446 человек.
| 1962 | 1968 | 1975 | 1982 | 1990 | 1999 | 2010 |
| ---- | ---- | ---- | ---- | ---- | ---- | ---- |
| 383  | 361  | 324  | 350  | 368  | 351  | 446  |

## Экономика
В 2010 году среди 288 человек трудоспособного возраста (15—64 лет) 217 были экономически активными, 71 — неактивными (показатель активности — 75,3 %, в 1999 году было 74,0 %). Из 217 активных жителей работали 205 человек (111 мужчин и 94 женщины), безработных было 12 (7 мужчин и 5 женщин). Среди 71 неактивных 29 человек были учениками или студентами, 29 — пенсионерами, 13 были неактивными по другим причинам.